# SLAC National Accelerator Laboratory

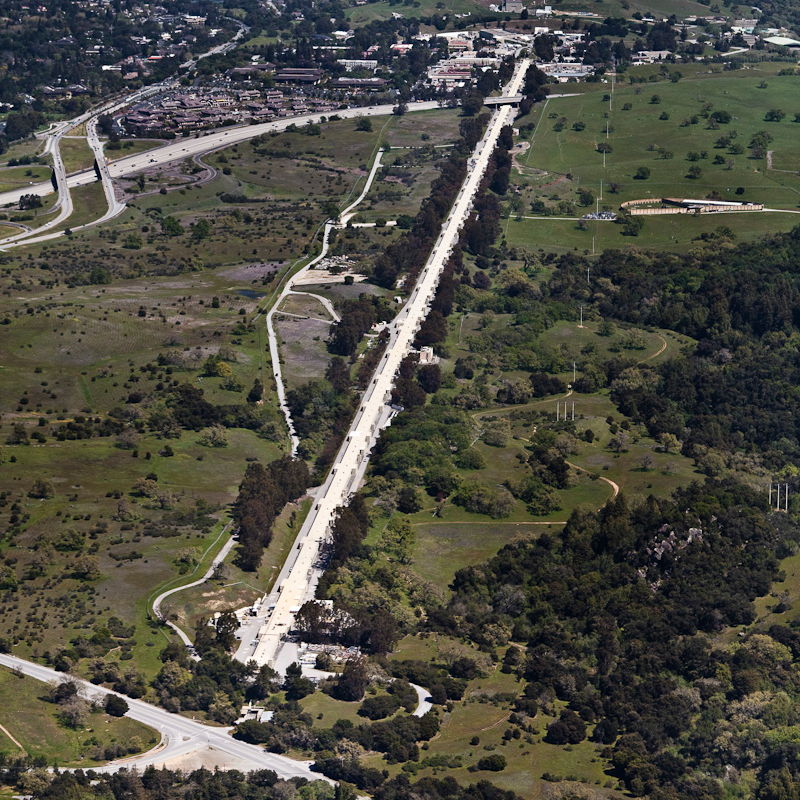
Vedere aeriană a acceleratorului linac SLAC

SLAC National Accelerator Laboratory, denumit inițial Stanford Linear Accelerator Center, abreviat SLAC, este un centru de cercetare operat de Universitatea Stanford, ca laborator național al Departamentului Energiei al SUA. Programul de cercetare este centrat pe studiul experimental și teoretic al particulelor elementare, utilizând fascicule de electroni; el include și un larg program de cercetare în fizica atomică, fizica solidului, chimie, biologie și medicină, utilizând radiația de sincrotron.
Instalația principală la SLAC este acceleratorul liniar (linac) de electroni și pozitroni. Cu lungimea de 3,2 km și îngropat într-un tunel la adâncimea de 10 m, el a fost utilizat în programul SLAC Linear Collider (SLC) pentru studiul producerii și dezintegrării particulelor Z0.